# Rock Story
Rock Story é uma telenovela brasileira produzida e exibida pela TV Globo de 9 de novembro a 2016 a 5 de junho de 2017, em 179 capítulos. Substituiu Haja Coração e foi substituída por Pega Pega, sendo a 89ª "novela das sete" exibida pela emissora.
Teve a autoria de Maria Helena Nascimento, com supervisão de texto de Ricardo Linhares e colaboração de Ângela Chaves (substituída por Eliane Garcia), Cláudio Lisboa, Chico Soares e Daisy Chaves. A direção foi de Cristiano Marques, Noa Bressane, Pedro Peregrino e Marcelo Zambelli, sob direção geral de Maria de Médicis e direção artística de Dennis Carvalho.
Contou com Vladimir Brichta, Nathalia Dill, Alinne Moraes, Rafael Vitti, João Vicente de Castro, Herson Capri, Ana Beatriz Nogueira e Marina Moschen. 

## Enredo
Gui Santiago (Vladimir Brichta) é um cantor de rock que fez um grande sucesso na década de 1990 e tenta voltar às paradas novamente. Apaixonado por Diana (Alinne Moraes), vive um relacionamento tempestuoso com esta, sendo totalmente derretido pela filha, Chiara (Lara Cariello). Gordo (Herson Capri), pai de Diana e dono da gravadora Som Discos, é o único que dá crédito a Gui para que possa retornar ao estrelato. A agressão a Léo Régis (Rafael Vitti), faz com que Gui perca quase tudo, pois acusa o ídolo teen de roubar a canção Sonha Comigo, que o faria ressurgir no cenário musical.
A situação se complica quando Léo se envolve com Diana e Gui descobre ser pai de Zac (Nicolas Prattes), filho que teve com uma fã chamada Mariane (Ana Cecília Costa). Há também Lázaro (João Vicente de Castro), amigo de infância que é empresário de Gui e Léo, apaixonado desde a juventude por Diana e que não se conforma por ela estar casada com o amigo. Em meio a diversos conflitos, Gui conhece uma professora de balé chamada Júlia (Nathália Dill), quando esta pede ajuda após ser usada pelo namorado Alex (Caio Paduan) para traficar drogas para os Estados Unidos. Apesar das notícias negativas sobre Gui, Júlia confia seu segredo ao roqueiro, deixando o músico confuso sobre o que sente pela esposa e a jovem que acaba de conhecer. O novo relacionamento e o surgimento da boyband 4.4 formada por Zac, Nicolau (Danilo Mesquita), Tom (João Vítor Silva), JF (Maicon Rodrigues) e posteriormente Jaílson (Enzo Romani), com o objetivo de derrubar seu rival, começa uma transformação na vida de Gui.

## Elenco
| Intérprete             | Personagem                                 |
| ---------------------- | ------------------------------------------ |
| Vladimir Brichta       | Guilherme Santiago (Gui)                   |
| Nathalia Dill          | Júlia Monteiro                             |
| Nathalia Dill          | Lorena Monteiro                            |
| Alinne Moraes          | Diana Machado                              |
| Rafael Vitti           | Leonardo Régis da Conceição (Léo Régis)    |
| João Vicente de Castro | Lázaro Vasconcelos                         |
| Nicolas Prattes        | Zacarias Silveira Santiago (Zac)           |
| Marina Moschen         | Yasmin Aparecida da Conceição              |
| Ana Beatriz Nogueira   | Ednéia da Conceição (Néia)                 |
| Herson Capri           | Salomão Machado (Gordo)                    |
| Danilo Mesquita        | Nicolau Sabóia                             |
| Caio Paduan            | Alexandre Palhares (Alex) / Evandro Norris |
| Júlia Rabello          | Marisa Palhares                            |
| Alexandra Richter      | Eva Barroso                                |
| Suzy Rêgo              | Gilda Sabóia                               |
| Paulo Betti            | Haroldo Sabóia                             |
| Maicon Rodrigues       | João Fulgêncio da Costa (JF)               |
| Joana Borges           | Luana                                      |
| Viviane Araújo         | Edith do Rosário                           |
| Thelmo Fernandes       | Nelson do Rosário                          |
| João Vítor Silva       | Antônio Carlos do Rosário (Tom)            |
| Lorena Comparato       | Vanessa do Rosário                         |
| Mariana Vaz            | Bianca                                     |
| Laila Garin            | Ana Laura Blanco / Laila                   |
| Kizi Vaz               | Maria Fernanda (Nanda)                     |
| Paulo Verlings         | Romildo                                    |
| Leandro Daniel         | William José                               |
| Gabriel Louchard       | Ramón Cavalcante                           |
| Giovana Cordeiro       | Stefany                                    |
| Antônia Morais         | Manuela Barroso (Manu) / DJ Manu           |
| Lara Cariello          | Chiara Machado Santiago                    |
| Helga Nemeczyk         | Glenda Gonzales                            |
| Enzo Romani            | Jaílson dos Santos                         |
| Rocco Pitanga          | Dr. Daniel                                 |
| Cristina Mullins       | Zuleica (Zu)                               |
| Lais Pinho             | Amanda Gonzales do Rosário                 |
| Fabi Bang              | Nina                                       |
| Guilherme Logullo      | Agemiro (Miro)                             |
| Thiago Justino         | Luiz da Costa (Luizão)                     |
| Max Lima               | Paçoca                                     |
| Ravel Andrade          | Eduardo (Du)                               |
| Lara Lazzaretti        | Sylvia (Syl)                               |
| Marjorie Gerardi       | Tainá                                      |
| Júlia Marini           | Astrid                                     |
| Rodrigo dos Santos     | Dr. Roberto                                |

### Participações especiais
| Intérprete           | Personagem                   |
| -------------------- | ---------------------------- |
| Thiago Rodrigues     | Tiago Lopes                  |
| Lázaro Ramos         | Mister Brau                  |
| Taís Araújo          | Michele Brau                 |
| Camila Queiroz       | Luiza Guimarães              |
| Marcello Antony      | Jorginho                     |
| Luan Santana         | Mutante                      |
| Cláudia Alencar      | Tetê Lima                    |
| Lu Grimaldi          | Glória Braga                 |
| Ana Cecília Costa    | Mariane Silveira             |
| Evandro Mesquita     | Almir Régis                  |
| Daniel Erthal        | Chris                        |
| Augusto Zacchi       | Ivan                         |
| Tamara Taxman        | Vanda                        |
| Lana Rhodes          | Paula                        |
| Louise D'Tuani       | Beatriz                      |
| Júlia Konrad         | Samira                       |
| Aramis Trindade      | Chumbrega                    |
| Alessandra Verney    | Drª. Patrícia                |
| João Vithor Oliveira | Rafa                         |
| Eduardo Tornaghi     | Eric                         |
| Alcione Mazzeo       | Delfina                      |
| Camila Mayrink       | Tamires                      |
| Gustavo Ottoni       | Inspetor Mendes              |
| Selma Lopes          | Sônia                        |
| Garcia Jr.           | Neto                         |
| Carlos Loffler       | Bóris                        |
| Ana Paula Botelho    | Carcereira                   |
| Charles Myara        | Capitão Wellington           |
| Fernando Vieira      | Artur                        |
| Lilian Valeska       | Dionésia                     |
| Nicola Lama          | Ricardo                      |
| Renata Celidônio     | Inês                         |
| Simon Petracchi      | Salvatore                    |
| Pedroca Monteiro     | Marciano Filho               |
| Caike Luna           | Cassiano Júnior              |
| Danilo Sacramento    | Miguel                       |
| Oscar Calixto        | Carlos Barbosa               |
| Luciano Vidigal      | Betão                        |
| Avellar Love         | Augusto                      |
| Caio Lucas Leão      | Wellington                   |
| Giselle Prattes      | Tereza                       |
| Carol Garcia         | Tina                         |
| Tainá Medina         | Joana                        |
| Luan Vieira          | Caio                         |
| Bruno Bôer           | Jaiminho                     |
| Thayla Luz           | Natália                      |
| Antonio Macalão      | Alfredo Pandeiro             |
| Diego Marques        | Carlinhos Cavaquinho         |
| Rosana Viegas        | Socorro                      |
| Rafaela Amado        | Celi                         |
| Samir Murad          | Diretor do presídio          |
| Iná de Carvalho      | Dona Gilsa                   |
| Amanda Grimaldi      | Duda                         |
| André Nunes          | Capeta                       |
| Paulo Giardini       | Alberto                      |
| Breno Nina           | Ivo                          |
| Thaíz Schmitt        | María Fernanda Vergara López |
| Alessandro Moussa    | Delegado                     |
| Luciano Huck         | Ele mesmo                    |
| Ana Furtado          | Ela mesma                    |
| Tiago Iorc           | Ele mesmo                    |
| Paula Toller         | Ela mesma                    |
| Paulo Ricardo        | Ele mesmo                    |
| Tony Bellotto        | Ele mesmo                    |
| Milton Nascimento    | Ele mesmo                    |
| Lucas Lucco          | Ele mesmo                    |
| Sophia Abrahão       | Ela mesma                    |

## Produção
Cogitada para escrever a trama substituta de Totalmente Demais, Maria Helena Nascimento concorreu sua sinopse com roteiros de Ana Maria e Patrícia Moretzsohn, Ricardo Hofstetter e Geraldo Carneiro, porém a releitura de Sassaricando, escrita por Daniel Ortiz, foi adiantada. Inicialmente nominada Sonha Comigo, trama teve o título alterado para Rock Story. Por ser uma variante da marca Rockstória, registrada pela Viacom International para a MTV Brasil na década de 1990, o nome foi licenciado para a Globo.

### Escolha do elenco
Chay Suede e Isis Valverde foram cotados para o posto de protagonistas, mas o primeiro recusou o papel pois já havia interpretado um cantor na versão brasileira de Rebelde e a segunda foi escalada para A Força do Querer. Nicolas Prattes assumiu então o papel de Chay, no entanto, acabou remanejado para outro personagem. Vladimir Brichta, Rafael Vitti e Nathalia Dill, acabaram por ficar com os papéis principais. Giulia Gam interpretaria Néia, mas foi substituída por Ana Beatriz Nogueira.
A seleção de alguns atores foi feita via Skype. A ideia da emissora, é que a banda fictícia da trama faça shows não somente para a telenovela, mas na realidade também. A seleção dos integrantes da banda demorou dois meses, onde os atores fizeram testes com a produção do elenco, além de tocar instrumentos e cantar.
A novela foi anunciada como "uma história de música movida a amor e uma história de amor movida a música", e depois de quarenta anos na história das telenovelas da Globo, sua estreia foi em uma quarta-feira.

## Exibição
Prevista para ter estreado em 31 de outubro de 2016, teve sua exibição postergada para 9 de novembro de 2016 pelo fato de sua antecessora ter iniciado duas semanas após o previsto. Tradicionalmente exibidas às segundas-feiras, a emissora deslocou a estreia da trama para uma quarta-feira, pois o meio da semana obtém mais audiência.

### Exibição internacional
Em Portugal, Rock Story entrou no ar na Globo Portugal em 2 de novembro de 2017 e terminou a 29 de Maio de 2018 no horário das 20h, substituindo Sol Nascente. No Uruguai estreou através da Teledoce, com o mesmo título, em 14 de março de 2022 no horario das 17:00hs, substituindo a telenovela brasileira Éramos Seis.
Em 14 de abril de 2022, a Globo anunciou que a trama passaria a integrar o catálogo da Pluto TV na América Latina, junto das séries Dupla Identidade e As Cariocas.

## Repercussão

### Audiência
O primeiro capítulo de Rock Story registrou média consolidada de 26,0 pontos em São Paulo
Já seu segundo capítulo registrou média de 24,9 pontos  em São Paulo. Ao fim de sua primeira semana, a trama apresentou média de 23,9 pontos em São Paulo.
A partir de sua reta final, a novela começou a mostrar reação, batendo seu recorde no dia 6 de abril quando registrou 30,6 pontos, nesse dia foi ao ar a cena em que Júlia (Nathalia Dill) cai na armação de Diana (Alinne Moraes). No dia 26 de abril, a novela registrou 31,9(32) pontos, e no dia 1 de junho a novela marcou 32,1 pontos com a exibição da cena em que Gui (Vladimir Brichta) recebe um mandado de prisão após ser culpado pela morte de Du (Ravel de Andrade).
Seu último capítulo registrou média de 34 pontos média superior a da sua antecessora Haja Coração que teve 30 pontos, e ficando atrás de Totalmente Demais que marcou 37 pontos em seu capítulo final.

### Prêmios e Indicações
| Ano  | Prêmio                    | Categoria                  | Indicado                           | Resultado | Ref.    |
| ---- | ------------------------- | -------------------------- | ---------------------------------- | --------- | ------- |
| 2017 | Troféu APCA               | Melhor Novela              | Maria Helena Nascimento            | Indicado  | [ 118 ] |
| 2017 | Troféu APCA               | Melhor Direção             | Dennis Carvalho e Maria de Médicis | Indicado  |         |
| 2017 | Prêmio Contigo! Online    | Melhor Novela              | Maria Helena Nascimento            | Indicado  |         |
| 2017 | Prêmio Contigo! Online    | Melhor Atriz de Novela     | Nathalia Dill                      | Indicado  |         |
| 2017 | Prêmio Contigo! Online    | Melhor Ator de Novela      | Vladimir Brichta                   | Indicado  |         |
| 2017 | Prêmio Contigo! Online    | Melhor Ator de Novela      | Rafael Vitti                       | Indicado  |         |
| 2017 | Prêmio Contigo! Online    | Melhor Ator Coadjuvante    | Caio Paduan                        | Indicado  |         |
| 2017 | Prêmio Contigo! Online    | Melhor Ator Revelação      | João Vicente de Castro             | Indicado  |         |
| 2017 | Melhores do Ano           | Melhor Ator de Novela      | Vladimir Brichta                   | Indicado  | [ 119 ] |
| 2017 | Melhores do Ano           | Melhor Ator Revelação      | João Vicente de Castro             | Indicado  | [ 119 ] |
| 2017 | Prêmio Extra de Televisão | Melhor Novela              | Maria Helena Nascimento            | Indicado  | [ 120 ] |
| 2017 | Prêmio Extra de Televisão | Melhor Atriz               | Alinne Moraes                      | Indicado  | [ 120 ] |
| 2017 | Prêmio Extra de Televisão | Melhor Ator                | Vladimir Brichta                   | Indicado  | [ 120 ] |
| 2017 | Prêmio Extra de Televisão | Melhor Ator Coadjuvante    | Herson Capri                       | Indicado  | [ 120 ] |
| 2017 | Prêmio Extra de Televisão | Melhor Revelação Masculina | João Vicente de Castro             | Indicado  | [ 120 ] |
| 2017 | Prêmio Extra de Televisão | Melhor Ator ou Atriz Mirim | Lara Cariello                      | Indicado  | [ 120 ] |
| 2017 | Prêmio Extra de Televisão | Melhor Tema de Novela      | "Me Espera", de Sandy e Tiago Iorc | Venceu    | [ 120 ] |

## Música

### Volume 1
A primeira trilha sonora da telenovela foi lançada em 9 de novembro de 2016, no mesmo dia de sua estreia. Antes do disco, o single "Sonha Comigo", de Léo Regis (interpretado por Rafael Vitti), foi liberado para download digital e streaming online em 17 de outubro de 2016, entrando na trilha sonora como faixa bônus, juntamente com "É Nossa Hora", canção de Gui (interpretado por Vladimir Brichta). Brichta, caracterizado como seu personagem, ilustra a capa do disco. Em 4 de novembro de 2016, a versão em estúdio do cover da canção "Dê um Rolê", interpretada por Pitty, foi liberada nas mesmas plataformas, servindo como tema de abertura da telenovela e faixa promocional da trilha sonora.
| N.º | Título                                              | Artista                      | Duração |  |
| 1.  | "Dê um Rolê"                                        | Pitty                        | 4:30    |  |
| 2.  | "The Greatest" (com participação de Kendrick Lamar) | Sia                          | 3:28    |  |
| 3.  | "Quem Sabe Sou Eu"                                  | Iza                          | 2:45    |  |
| 4.  | "Pretinha Vou Te Confessar"                         | Nego do Borel                | 3:21    |  |
| 5.  | "Bom"                                               | Ludmilla                     | 2:52    |  |
| 6.  | "Outro Sim"                                         | Fernanda Abreu               | 3:44    |  |
| 7.  | "Relentless Game"                                   | Far From Alaska e Scalene    | 4:04    |  |
| 8.  | "Me Espera" (com participação de Tiago Iorc)        | Sandy                        | 3:50    |  |
| 9.  | "Dia a Dia, Lado a Lado"                            | Tulipa Ruiz e Marcelo Jeneci | 4:13    |  |
| 10. | "Home"                                              | Jesuton                      | 3:45    |  |
| 11. | "Sonhos Pintados de Azul"                           | Laila Garin e A Roda         | 4:21    |  |
| 12. | "Paciência" (com participação de Alcione)           | Ferrugem                     | 3:44    |  |
| 13. | "Burn Down the Summer"                              | Vittoria and the Hyde Park   | 3:25    |  |
| 14. | "É Nossa Hora" (faixa bônus)                        | Gui                          | 2:56    |  |
| 15. | "Sonha Comigo" (faixa bônus)                        | Léo Regis                    | 3:01    |  |

### Volume 2
O segundo álbum da trilha sonora da telenovela foi lançado em 24 de março de 2017, no mesmo dia de sua estreia. O álbum inclui canções como "Noturna (Nada De Novo Na Noite)" canção de Silva em parceria com Marisa Monte e seu irmão, "O Vento" de Projota e "Million Reasons" de Lady Gaga. A capa do álbum é a personagem Diana Machado interpretada por Alinne Moraes.
| N.º | Título                                                               | Artista              | Duração |  |
| 1.  | "We Will Rock You"                                                   | Queen                |         |  |
| 2.  | "Don't Let Me Down" (com participação de Daya)                       | The Chainsmokers     |         |  |
| 3.  | "O Vento"                                                            | Projota              |         |  |
| 4.  | "H.O.L.Y."                                                           | Florida Georgia Line |         |  |
| 5.  | "Mercy"                                                              | Shawn Mendes         |         |  |
| 6.  | "Noturna (Nada de Novo na Noite)" (com participação de Marisa Monte) | Silva                |         |  |
| 7.  | "Million Reasons"                                                    | Lady Gaga            |         |  |
| 8.  | "Back Off"                                                           | Eric Silver          |         |  |
| 9.  | "Stand Your Ground"                                                  | Republica            |         |  |
| 10. | "Weight In Gold"                                                     | Gallant              |         |  |
| 11. | "Verão Pra Te Aquecer"                                               | Grupo Dose Certa     |         |  |
| 12. | "Conversinha Paralela"                                               | Sorriso Maroto       |         |  |

Rock Story também conta com as seguintes canções:
1. "Saints & Sinners" – Aurea
2. "Doce Diana" – Léo Regis
3. "Não Vá" – Banda 4.4
4. "Garota Inocente" – Gui Santiago (Part. Banda 4.4)